# Ed Kaminski
Ed Kaminski (ur. 26 marca 1968 w Kansas City) – amerykański lekkoatleta, który specjalizował się w rzucie oszczepem.
Wicemistrz uniwersjady, która w 1993 roku odbyła się Buffalo, z wynikiem 77,52. Trzykrotny uczestnik mistrzostw świata - Stuttgart 1993, Göteborg 1995 oraz Ateny 1997. W żadnym z występów nie udało mu się awansować do finału. W 1998 miał reprezentować USA w pucharze świata jednak ostatecznie w zawodach nie wystąpił.